# مختصات تعمیم‌یافته
مختصات تعمیم یافته به هر مجموعه کمیت هایی که حالت یا پیکربندی یک سیستم را کاملا توصیف کنند، گفته می شود. تعداد مختصات تعمیم یافته لازم برای توصیف یک سیستم با تعداد درجات آزادی یک سیستم برابر است. لازم نیست مختصات تعمیم یافته دکارتی، استوانه ای، کروی و یا هر مختصات منحنی الخط دیگری باشند. در واقع مختصات تعمیم یافته می توانند هر پارامتری از قبیل طول، زاویه، سرعت، انرژی یک کمیت بی بعد، یا هر کمیت دیگری، تا وقتی که پیکربندی سیستم را کاملا توصیف می کنند، باشند. 
انگیزهٔ نوشتن معادلات حرکت در دستگاه مختصات تعمیم‌یافته (Generalized coordinates) آن است که نتائج حاصل در دیگر دستگاه‌های ممکن هم اعتبار داشته باشد. 